# Odnoga rzeki

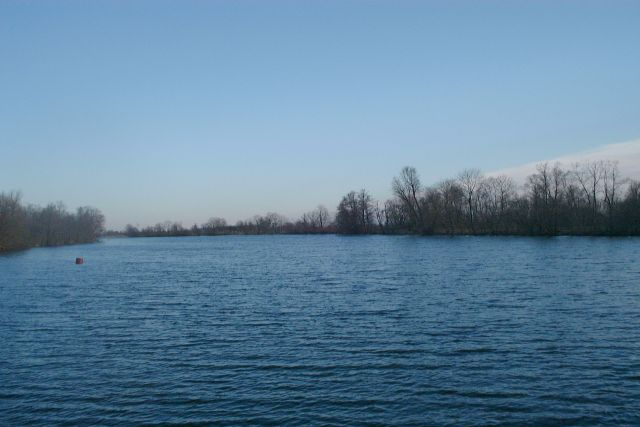
Nogat – odnoga Wisły w okolicach Kępin Wielkich

Odnoga rzeki, ramię ujściowe – część koryta rzeki, powstała po jego rozwidleniu. Odnogi rzeki najczęściej spotyka się w deltach.